# Paul Landau
Paul Landau (hebräisch פָּאוּל לַנְדָּאוּ Pāūl Landāū; * 17. August 1880 in Namslau, Schlesien; † 14. März 1951 in Tel Aviv, Israel) war ein deutsch-israelischer Journalist und Schriftsteller.

## Leben
Landau studierte zunächst Rechtswissenschaften, dann Geschichte, Literatur- und Kunstgeschichte in München, Leipzig und Breslau, wo er 1904 mit einer Arbeit über Karl von Holteis Romane zum Dr. phil. promoviert wurde. Seit 1905 arbeitete er bei der Zeitungskorrespondenz Kühl in Berlin, war seit 1909 Mitinhaber und Redakteur der Korrespondenz „Welt und Wissen“ und schrieb zahlreiche Aufsätze zu Literatur, Kunst, Theater und Kulturgeschichte, die von großen deutschen Zeitungen übernommen wurden. Zudem war er unter anderem Theaterkritiker der Dresdner Nachrichten und Kunstkritiker der Berliner Börsen-Zeitung. 1916 wurde er Sektionsleiter in der Pressestelle bei der Auslandsabteilung der Obersten Heeresleitung in Berlin. Seit 1921 war Landau für die von Erich Reiß gegründete Kulturzeitschrift „Faust“ tätig, von 1923 bis 1925 als Herausgeber und Redakteur.
Zwei Jahre nach der „Machtergreifung“ der Nationalsozialisten wurde er am 7. März 1935 aus antisemitischen Gründen aus der Reichsschrifttumskammer ausgeschlossen. Daraufhin emigrierte er nach Palästina, wo er ebenfalls als Journalist arbeitete.
Neben den Biographien von Daniel Chodowiecki (1923) und Hans Sachs (1924) verfasste er unter anderem Schriften zur Geschichte der Gartenkultur (Gartenglück von einst, 1926).

## Weblink
- Literatur von und über Paul Landau im Katalog der Deutschen Nationalbibliothek